# Velika česmina
Velika česmina (velelisna česmina, lat. Quercus aucheri) je vrsta vazdazelenog grma ili stabla porodice Fagaceae, rod Quercus. Naraste do 5 metara visine. Na IUCN-ovom popisu, nalazi se kao gotovo ugrožena vrsta.

## Karakteristike
Raste na toplim, vlažnim i kišovitim mjestima, a karakteristična je za jugozapad Turske i Egejske otoke. Prepoznatljiva je po velikim listovima poput lovora koji većinom pupaju u jesen. Najčešće je visine do 3 m, ali može dosegnuti i do 10 m. Grane česmine su ravne i pravilne, a listovi širine 4-7 cm i različitih oblika. Vrsta je opisana prvi put 1843. godine.